# فونساوان
فونساوان (به لاتین: Phonsavan) یک شهرک در لائوس است که در  Pek District  واقع شده‌است.

## خصوصیات
فونساوان ۳۷٬۵۰۷ نفر جمعیت دارد و ۱٬۱۰۰ متر بالاتر از سطح دریا واقع شده‌است.